# (3108) Lyubov
(3108) Lyubov (1972 QM) – planetoida z pasa głównego asteroid okrążająca Słońce w ciągu 3,33 lat w średniej odległości 2,23 j.a. Odkryta 18 sierpnia 1972 roku.